# Rodolfo Leite de Oliveira
Rodolfo Leite de Oliveira (Santo Antônio do Monte, 28 de dezembro de 1928) foi um político brasileiro do estado de Minas Gerais.
Foi eleito deputado estadual de Minas Gerais para a 7ª legislatura (1971 - 1975)

Foi também vice-prefeito (1962-1963) e prefeito (1964) de Ituiutaba.